# Deng Yu-Cheng
Deng Yu-Cheng (25 de abril de 1999) es un deportista taiwanés que compitió en tiro con arco, en la modalidad de arco recurvo. Participó en los Juegos Olímpicos de Tokio 2020, obteniendo una medalla de plata en la prueba por equipo.

## Palmarés internacional
| Juegos Olímpicos | Juegos Olímpicos | Juegos Olímpicos | Juegos Olímpicos |
| Año              | Lugar            | Medalla          | Prueba           |
| ---------------- | ---------------- | ---------------- | ---------------- |
| 2020             | Tokio (Japón)    | Medalla de plata | Equipo           |